# NGC 409
NGC 409 (również PGC 4132) – galaktyka eliptyczna (E), znajdująca się w gwiazdozbiorze Rzeźbiarza. Odkrył ją John Herschel 29 listopada 1837 roku.